# کوه نلسون (بریتیش کلمبیا)
کوه نلسون (به انگلیسی: Mount Nelson) یک کوه در کانادا است که در بریتیش کلمبیا واقع شده‌است. کوه نلسون ۳٬۳۱۳ متر بالاتر از سطح دریا واقع شده‌است.